# Притузов, Андрей Иванович
Андрей Иванович Притузов (1895―1977) ― участник Великой Отечественной войны, генерал-майор, командир 104-й стрелковой дивизии.

## Биография
Родился 30 декабря 1895 года в Покровске семье ямщика.
После церковно-приходской школы в Якутское духовное училище, которое в 1909 году. После этого, чтобы помогать своей семье, работал ямщиком.
В 1912 году поступил на двухгодичные педагогические курсы в Якутске. После окончания курсов работал учителем в Тюнгюлюнское двухклассное народное училище.
В январе 1915 года Притузова мобилизуют на фронт Первой мировой войны.
В начале 1918 года стал добровольцем в Красной Армии. Во время гражданской войны женился. Тогда же сменил фамилию с Припузов на Притузов.
В марте 1921 года был направлен на учебу в Высшую школу штабной службы. По окончании Высшей школы был назначен в Кавказский стрелковый полк, где прослужил больше восьми лет.
1 декабря 1930 года назначен помощником начальника управления штаба Красной Армии в Москве.
На фронтах Великой Отечественной с июля 1942 года. На должности начальника оперативного отдела штаба 14-го стрелкового корпуса, принимал участие в разгроме немецких войск фельдмаршала Манштейна под Сталинградом.
С февраля 1943 года - начальник штаба  61-й гвардейской Славянской Краснознаменной дивизии. Это соединение участвует в освобождении городов Ворошиловград, Лисичанск, Славянск, Никополь, Николаев, Одесса. Его дивизия входила в Румынию, освобождала Болгарию, Югославию  и часть Австрии.
Награжден орденом Ленина, тремя орденами Красного Знамени, орденом Богдана Хмельницкого 2 степени, орденами Отечественной войны 1 и 2 степени и Красной Звезды, многими медалями.
В середине мая 1945 года был назначен командиром 104-й стрелковой дивизии. 1 июня 1945 года Притузову присвоено воинское звание генерал-майор, таким образом став первым генералом — якутянином.
С 1946  по 1949 год работает военным советником в Болгарии. В 1957 году Притузов уходит в отставку с должности начальника курса Военной академии имени Фрунзе.
Притузов до последних дней жизни сохранял дружеские связи с родиной, не забывал и якутский язык. Живя в Москве, аккуратно выписывал «Ленские маяки», неоднократно приезжал в родной Покровск.
Скончался в Москве в июне 1977 года. Урна с его прахом, согласно завещанию, захоронена в родном Покровске на высоком берегу Лены.

## Награды
- Орден Ленина
- Орден Богдана Хмельницкого 2 степени
- Ордена Отечественной войны 1 и 2 степени
- Три ордена Красного Знамени
- Орден Красной Звезды

## Память
- В год 120-летия А.И. Притузова на его родине на берегу реки Лена в городе Покровске установлен бюст. Урна с его прахом согласно завещанию также захоронена в Покровске.
- Одна из улиц Покровска названа его именем[2].
- В честь А.И. Притузова названа улица в городе Якутске.

## Ссылка
- Генералу Притузову исполнится 125 лет со дня рождения
- Боевой генерал, герой двух войн родом из Покровска
- ПРИТУЗОВ АНДРЕЙ ИВАНОВИЧ